# دلم دیوانه تو (فیلم ۱۹۶۲)
دلم دیوانه تو (به انگلیسی: The Heart's Crazy Over You) فیلمی هندی محصول سال ۱۹۶۲ و به کارگردانی بی.آر رانتولو است. در این فیلم بازیگرانی همچون شامی کاپور، مالا سینها، محمود علی، پران، اوم پراکاش و منموهان کریشنا ایفای نقش کرده‌اند.